# Global Medical Device Nomenclature
Global Medical Device Nomenclature, GMDN (укр. Міжнародна номенклатура медичних виробів, або Глобальна номенклатура медичного виробу) — класифікатор медичних виробів; масштабна база даних, яка містить інформацію про усю продукцію, яка є медичними виробами. Серед таких продуктів вироби, що використовуються для діагностики, профілактики, моніторингу, лікування або полегшення стану людини в разі хвороби або травми.
Основною метою GMDN є надання органам охорони здоров'я (зокрема і регуляторам, постачальникам медичних послуг, органам оцінки відповідності та іншим системам) єдиної загальної назви (загальноприйнятної).
Кожен медичний продукт у системі GMDN обов'язково має пошуковий код, що складається з 5 цифр, конкретне іменування продукту, його синоніми, якщо такі є, а також детальний супровідний опис його, в тому числі стосовно властивостей, призначення і технічних його характеристик.
У системі GMDN зафіксовано більше 7 тисяч виробників з усього світу та понад мільйон медичних виробів.
Класифікатор GMDN використовується в понад 70 країнах світу, серед яких США та майже всі країни Європи. Номенклатура GMDN рекомендована до використання Міжнародним форумом регуляторів медичних виробів (IMDRF) і фактично є єдиною платформою ідентифікації медичних виробів та міжнародного галузевого обміну інформацією.
Опікується базою даних спеціальна Агенція GMDN, штаб-квартира якої знаходиться у Великій Британії.

## Історія
Номенклатура базується на основі 6 світових номенклатур, а саме: Classification Names for Medical Devices (CNMD), European Diagnostic Manufactures Association (EDMA), ISO 9999, Japanese Medical Device Nomenclature (JFMDA), Norsk Klassifisering Koding & Nomenklatur (MKKN) та  Universal Medical Device Nomenclature System (UMDNS).
Перші дії до складення єдиного класифікатору медичних виробів розпочалися у 1991 році на замовлення Європейського комітету зі стандартизації (CEN).
Упродовж 6 років відбулося узгодження на рівні національних органів країн та розпочато активну фазу проєкту, після якого GMDN було складено на основі міжнародного стандарту ISO 15225 спеціалістами з медичного обладнання з усього світу і санкціоновано Європейською комісією з метою впровадження Директиви, яка була призначена для гармонізації законів стосовно медичних виробів в межах Європейського Союзу.
Витрати на розробку GMDN за перші 4 роки роботи експертів становили 850 тис. євро.
У 2002 році вйшов перший складений випуск-класифікатор медичних виробів.

## GMDN і Україна
У 2018 році Міністерство охорони здоров'я України планувало інтегрувати GMDN-класифікатор до електронної системи закупівель Prozorro. Було також підписано меморандум про співпрацю з агенцією, що опікується міжнародною базою даних, а вже в 2019 році національний класифікатор медичних виробів НК 024:2019 було гармонізовано з міжнародною номенклатурою медичних виробів.